# Lokalne volitve v Sloveniji 2022
Lokalne volitve 2022 so redne volitve županov občin ter članov občinskih ali mestnih svetov, članov v svetih četrtnih, krajevnih in vaških skupnosti. Volilo se bo v vseh 212 slovenskih občinah.
Prvi krog lokalnih volitev je po tradiciji potekal tretjo nedeljo v novembru, 20. novembra 2022, drugi krog pa poteka 4. decembra 2022.
V 51 občinah je bil samo en županski kandidat, v 57 dva kandidata, za rekordni 8. mandat pa se poteguje 6 županov. Največ kandidatov je bilo v Mestni občini Maribor, skupaj kar 15.
V 2. krogu lokalnih volitev so župane ponovno izbirali v 47 občinah, od tega v 6 mestnih.

## Predvolilno dogajanje
Eden tistih, ki je med prvimi najavil kandidaturo, je župan Ljubljane Zoran Janković, ki Mestno občino Ljubljana vodi že 16 let, kandidaturo je napovedal že 9. maja 2022. Sprva se je ugibalo, da bo SDS predlagala nekdanjega notranjega ministra Aleša Hojsa, vendar je mestni odbor na koncu izbral ekonomista Igorja Horvata. Poleg Jankovića in Horvata je kandidiralo še 7 kandidatk oz. kandidatov.
V večini mestnih občin kandidirajo vsaj trije kandidati. Izjema je občina Novo mesto, kjer kandidirata dva kandidata, ter Slovenj Gradec, kjer kandidira le aktualni župan.
Rok za vložitev kandidatur je bil četrtek, 20. oktober 2022. Tistega večera je vnovično kandidaturo med drugim vložil župan Kočevja Vladimir Prebilič, ki je letos sicer kandidiral na volitvah predsednika republike.
Občinska volilna komisija v Kopru je dne 28. oktobra zavrnila kandidaturo Patrika Grebla za župana Kopra. Kandidati naj namreč ne bi bili določeni s tajnim glasovanjem, kot to zahteva zakon. V občini Videm pa so zavrnili celotno kandidatno listo Gibanja Svoboda za občinski svet, saj naj bi bila kršena pravila pri pripravi liste.
V občini Gorje je aktualni župan Peter Torkar za zgolj 21 glasov premagal protikandidata, nekdanjega zdravstvenega ministra Janeza Poklukarja, zaradi česar je slednji vložil ugovor na občinsko volilno komisijo. Komisija je ugovor zavrnila.
V 2. krogu volitev v Mariboru sta kandidata Sašo Arsenovića podprli koalicijski stranki SD in Svoboda. Kasneje je podporo izrazil tudi občinski odbor Nove Slovenije. Stranka SDS je na drugi strani podprla Franca Kanglerja.
V MO Celje sta podporo dolgoletnemu županu Bojanu Šrotu izrazili SDS in SLS, protikandidata Matiji Kovaču pa stranki Levica in Svoboda.

## Volilne aktivnosti
Predsednica DZ Urška Klakočar Zupančič je volitve uradno razpisala 20. julija 2022. Rok, s katerim začno teči volilna opravila, je določila za 5. september 2022.

## Volilna udeležba

### 1. krog
V prvem krogu je na volišča odšlo 802.050 ljudi, manj kot polovica od skupno 1.683.662 volilnih upravičencev. 
Najvišja udeležba je bila v občini Hodoš, in sicer 73,75 odstotna. Najnižja pa v občini Horjul, 22,64 odstotna.
Od mestnih občin je bila najvišja udeležba v Kopru (53,86 odstotna), najnižja pa v Ljubljani (39,98 odstotna).
| Ura                            | Št. volivcev | % volilnih upravičencev | Sklic  |
| ------------------------------ | ------------ | ----------------------- | ------ |
| Nedelja – do 11.00             | 201.961      | 11,98 %                 | [ 18 ] |
| Nedelja – do 16.00             | 550.815      | 32,72 %                 | [ 19 ] |
| Končna uradna volilna udeležba | 802.050      | 47,64 %                 | [ 20 ] |

### 2. krog
V drugem krogu je na volišča odšlo 206.547 ljudi, manj kot polovica od skupno 490.646 volilnih upravičencev. 
Najvišja udeležba je bila v občini Veržej, in sicer 73,56 odstotna. Najnižja pa v občini Jesenice, zgolj 25,01 odstotna.
V mestnih občinah je bila najvišja udeležba v Celju (43,59 odstotna), najnižja pa v Kranju (28,84 odstotna).
| Ura                            | Št. volivcev | % volilnih upravičencev | Sklic  |
| ------------------------------ | ------------ | ----------------------- | ------ |
| Nedelja – do 11.00             | 50.262       | 10,24 %                 | [ 21 ] |
| Nedelja – do 16.00             | 134.480      | 27,41 %                 | [ 22 ] |
| Končna uradna volilna udeležba | 206.547      | 42,10 %                 | [ 23 ] |

## Novoizvoljeni župani
Župani so že napisani v tistih občinah, kjer je kandidat zmagal v prvem krogu.

### Mestne občine
| Ljubljana           | Maribor             | Kranj               | Koper              | Celje              | Novo mesto           |
| ------------------- | ------------------- | ------------------- | ------------------ | ------------------ | -------------------- |
|                     |                     |                     |                    |                    |                      |
| 293.822             | 112.682             | 57.065              | 52.630             | 49.540             | 37.587               |
| Zoran Janković (SV) | Saša Arsenovič (SV) | Matjaž Rakovec (SD) | Aleš Bržan (LA+GS) | Matija Kovač (SV)  | Gregor Macedoni (SV) |
| Velenje             | Nova Gorica         | Krško               | Ptuj               | Murska Sobota      | Slovenj Gradec       |
|                     |                     |                     |                    |                    |                      |
| 33.656              | 31.884              | 26.224              | 23.530             | 18.758             | 16.591               |
| Peter Dermol (SD)   | Samo Turel (GS)     | Janez Kerin (SV)    | Nuška Gajšek (SD)  | Damjan Anželj (SD) | Tilen Klugler (SV)   |

### Navadne s čez 20.000 prebivalci
| Domžale            | Kamnik             | Slov. Bistrica     | Brežice         |
| ------------------ | ------------------ | ------------------ | --------------- |
|                    |                    |                    |                 |
| 36.675             | 29.925             | 24.462             | 24.051          |
| Renata Kosec (LRK) | Matej Slapar (NSi) | Ivan Žagar (SLS)   | Ivan Molan (SV) |
| Škofja Loka        | Jesenice           | Grosuplje          | Žalec           |
|                    |                    |                    |                 |
| 22.667             | 21.340             | 21.314             | 21.210          |
| Tine Radinja (SV)  | Peter Bohinec (SD) | Peter Verlič (SDS) | Janko Kos (SD)  |

### Preostale navadne manjše občine
| Ajdovščina              | Ankaran                | Apače                  | Beltinci               | Benedikt                |
| Tadej Beočanin (SD)     | Gregor Strmčnik (SV)   | Andrej Steyer (SDS)    | Marko Virag (SV)       | Milan Repič (SLS)       |
| Bistrica ob Sotli       | Bled                   | Bloke                  | Bohinj                 | Borovnica               |
| Franjo Debelak (SV)     | Anton Mežan (SV)       | Jože Doles (SLS)       | Jože Sodja (SV)        | Peter Črnigolar (SV)    |
| Bovec                   | Braslovče              | Brda                   | Brezovica              | Cankova                 |
| Valter Mlekuž (SV)      | Tomaž (SV)             | Franc Mužič (SV)       | Metod Ropret (SV)      | Danilo Kacijan (SV)     |
| Cerklje na Gorenj.      | Cerknica               | Cerkno                 | Cerkvenjak             | Cirkulane               |
| Franc Čebulj (SV)       | Marko Rupar (SDS)      | Gašper Uršič (SV)      | Marjan Žmavc (SV)      | Antonija Žumbar (SV)    |
| Črenšovci               | Črna na Koroškem       | Črnomelj               | Destrnik               | Divača                  |
| Vera Markoja (SV)       | Romana Lesjak (SV)     | Vladimir Radovič (SV)  | A. T. Toplak (SDS+SLS) | A. Štrucl Dovgan (SV)   |
| Dobje                   | Dobrepolje             | Dobrna                 | Dobrova–P. Gradec      | Dobrovnik               |
| Franc Leskovšek (SLS)   | Janez Pavlin (SV)      | Martin Brecl (SLS)     | Jure Dolinar (SV)      | Marjan Kardinar (SV)    |
| Dol pri Ljubljani       | Dolenjske Toplice      | Dornava                | Dravograd              | Duplek                  |
| Željko Savič (SV)       | Franc Vovk (SV)        | Matej Zorko (SDS)      | Anton Preksavec (SV)   | Mitja Horvat (SV)       |
| Gorenja vas–Poljane     | Gorišnica              | Gorje                  | Gornja Radgona         | Gornji Grad             |
| Milan Čadež (SDS)       | Borut Kolar (SV)       | Peter Torkar (SV)      | Urška Mauko Tuš (SV)   | Anton Špeh (SV)         |
| Gornji Petrovci         | Grad                   | Hajdina                | Hoče–Slivnica          | Hodoš                   |
| Franc Šlighthuber (NSi) | Cvetka Ficko (SV)      | Stanislav Glažar (KOA) | Marko Soršak (ZZ)      | Denis Tamaško (SV)      |
| Horjul                  | Hrastnik               | Hrpelje–Kozina         | Idrija                 | Ig                      |
| Janko Prebil (NSi)      | Marko Funkl (SV)       | Saša L. Svetelšek (SV) | Tomaž Vencelj (SV)     | Zlatko Usenik (LZU)     |
| Ilirska Bistrica        | Ivančna Gorica         | Izola                  | Jezersko               | Juršinci                |
| Gregor Kovačič (SV)     | Dušan Strnad (SDS)     | Milan Bogatič (GS)     | Andrej Karničar (SV)   | Robert Horvat (SV)      |
| Kanal ob Soči           | Kidričevo              | Kobarid                | Kobilje                | Kočevje                 |
| Miha Stegel (SV)        | Anton Leskovar (SDS)   | Marko Matajurc (SV)    | Darko Horvat (SLS)     | Vladimir Prebilič (SV)  |
| Komen                   | Komenda                | Kostanjevica na Krki   | Kostel                 | Kozje                   |
| Erik Modic (SV)         | Jurij Kern (SV)        | Robert Zagorc (SV)     | Nataša Turk (SV)       | Milena Kranjc (SV)      |
| Kranjska Gora           | Križevci               | Kungota                | Kuzma                  | Laško                   |
| Henrika Zupan (SV)      | Branko Slavinec (SV)   | Tamara Šnofl (SV)      | Jožef Škalič (SV)      | Marko Šantej (SV)       |
| Lenart                  | Lendava                | Litija                 | Ljubno                 | Ljutomer                |
| J. Kramberger (SV)      | J. Magyar (SDS+NSi)    | Franc Rokavec (SLS)    | Franjo Naraločnik (SV) | Olga Karba (SV)         |
| Logatec                 | Log–Dragomer           | Loška dolina           | Loški Potok            | Lovrenc na Pohorju      |
| Berto Menard (SV)       | Miran Stanovnik (SV)   | Matjaž Antončič (NaNo) | Simon Debeljak (SV)    | Marko Rakovnik (SV)     |
| Luče                    | Lukovica               | Majšperk               | Makole                 | Markovci                |
| Klavdij Strmčnik (SV)   | Olga Vrankar (SV)      | Sašo Kodrič (SLS)      | Franc Majcen (SV)      | Milan Gabrovec (LDS)    |
| Medvode                 | Mengeš                 | Metlika                | Mežica                 | Miklavž na D. polju     |
| Nejc Smole (SV)         | Bogo Ropotar (SV)      | M. L. Janžekovič (SV)  | Mark Maze (SV)         | Egon Repnik (LSO)       |
| Miren–Kostanjevica      | Mirna                  | Mirna Peč              | Mislinja               | Mokronog–Trebelno       |
| Mauricij Humar (SV)     | Dušan Skerbiš (SV)     | Andrej Kastelic (SV)   | Bojan Borovnik (SD)    | Franc Glušič (SV)       |
| Moravče                 | Moravske Toplice       | Mozirje                | Muta                   | Naklo                   |
| Milan Balažic (SLS)     | Aloj Glavač (SV)       | Ivan Suhoveršnik (SV)  | Angela Mrak (SV)       | Ivan Meglič (SLS)       |
| Nazarje                 | Odranci                | Oplotnica              | Ormož                  | Osilnica                |
| Matej Pečovnik (SV)     | Barbara Ferenčak (SV)  | Matjaž Orter (SV)      | Danijel Vrbnjak (SDS)  | Alenka Kovač (GS)       |
| Pesnica                 | Piran                  | Pivka                  | Podčetrtek             | Podlehnik               |
| Gregor Žmak (SV)        | Andrej Korenika (SV)   | Robert Smrdelj (SLS)   | Peter Misja (SV)       | Sebastian Toplak (SV)   |
| Podvelka                | Poljčane               | Polzela                | Postojna               | Prebold                 |
| Miran Pušnik (SV)       | Petra Vrhovnik (SV)    | Jože Kužnik (SV)       | Igor Marentič (SV)     | Marko Repnik (SD)       |
| Preddvor                | Prevalje               | Puconci                | Rače–Fram              | Radeče                  |
| Rok Roblek (SV)         | Matija Tasič (SV)      | Uroš Kamenšek (SLS)    | Branko Ledinek (SLS)   | Tomaž Režun (SD)        |
| Radenci                 | Radlje ob Dravi        | Radovljica             | Ravne na Koroškem      | Razkrižje               |
| Roman Leljak (SV)       | Alan Bukovnik (SV)     | Ciril Globočnik (SV)   | Tomaž Rožen (SV)       | Stanko Ivanušič (SV)    |
| Rečica ob Savinji       | Renče–Vogrsko          | Ribnica                | Ribnica na Pohorju     | Rogaška Slatina         |
| Majda Potočnik (NSi)    | Tarik Žigon (LZV)      | Samo Pogorelc (SV)     | Srečko Geč (SD)        | Branko Kidrič (NSi)     |
| Rogašovci               | Rogatec                | Ruše                   | Selnica ob Dravi       | Semič                   |
| Rihard Perauča (SV)     | Martin Mikolič (NSi)   | Urška Repolusk (SV)    | Vlasta Krmelj (SDS)    | Polona Kambič (SV)      |
| Sevnica                 | Sežana                 | Slovenske Konjice      | Sodražica              | Solčava                 |
| Srečko Ocvirk (SLS)     | Andrej Sila (SV)       | Darko Ratajc (SD)      | Blaž Milavec (NSi)     | Katarina Prelesnik (SV) |
| Središče ob Dravi       | Starše                 | Straža                 | Sveta Ana              | Sv. Trojica v Sl. gor.  |
| Toni Jelovica (SV)      | Stanko Greifoner (SV)  | Dušan Krštinc (SV)     | Martin Breznik (SV)    | David Klobasa (NSi)     |
| Sv. Andraž v Sl. gor.   | Sv. Jurij ob Ščavnici  | Sv. Jurij v Slo. gor.  | Sveti Tomaž            | Šalovci                 |
| Darja V. Berlak (SV)    | Andrej Vrzel (SV)      | Peter Škrlec (SDS)     | Mirko Cvetko (NSi)     | Iztok Fartek (SV)       |
| Šempeter–Vrtojba        | Šenčur                 | Šentilj                | Šentjernej             | Šentjur                 |
| Milan Turk (SV)         | Ciril Kozjek (NSi+SDS) | David Kos (SV)         | Jože Simončič (SV)     | Marko Diaci (SV)        |
| Šentrupert              | Škocjan                | Škofljica              | Šmarje pri Jelšah      | Šmarješke Toplice       |
| Tomaž Ramovš (SV)       | Jože Kapler (SDS)      | Primož Cimerman (SV)   | Matija Čakš (SV)       | Marjan Hribar (SV)      |
| Šmartno ob Paki         | Šmartno pri Litiji     | Šoštanj                | Štore                  | Tabor                   |
| Janko Kopušar (SV)      | Blaž Izlakar (SV)      | Boris Goličnik (LBG)   | Miran Jurkošek (SV)    | M. Semprimožnik (SV)    |
| Tišina                  | Tolmin                 | Trbovlje               | Trebnje                | Trnovska vas            |
| Franc Horvat (SLS)      | Alen Červ (SD)         | Zoran Poznič (SD)      | Mateja Povhe (DROT)    | Alojz Benko (SLS)       |
| Trzin                   | Tržič                  | Turnišče               | Velika Polana          | Velike Lašče            |
| Peter Ložar (SV)        | Peter Miklič (SV)      | Borut Horvat (SDS)     | Damijan Jaklin (SV)    | Matjaž Hočevar (SV)     |
| Veržej                  | Videm                  | Vipava                 | Vitanje                | Vodice                  |
| Drago Legen (SV)        | Brane Kolednik (SMS)   | Anton Lavrenčič (SV)   | Andraž Pogorevc (SV)   | Aco Franc Šuštar (SV)   |
| Vojnik                  | Vransko                | Vrhnika                | Vuzenica               | Zagorje ob Savi         |
| Branko Petre (NSi+SDS)  | Nataša Juhart (NSi)    | Daniel Cukjati (SV)    | Franjo Golob (SV)      | Matjaž Švagan (SV)      |
| Zavrč                   | Zreče                  | Železniki              | Žetale                 | Žiri                    |
| Slavko Pravdič (NSi)    | Boris Podvršnik (SDS)  | Marko Gasser (SV)      | Anton Butolen (SV)     | Franc Kranjc (SV)       |
| Žirovnica               |                        |                        |                        | Žužemberk               |
| Leopold Pogačar (SV)    | Jože Papež (NSi)       |                        |                        |                         |

## 2. krog županskih volitev
V drugem krogu sta se po dva kandidata pomerila za županski stol v 47 občinah (od tega v 6 mestnih). 
| Občina                           | 1. kandidat                        | Procent | 2. kandidat                    | Procent |
| -------------------------------- | ---------------------------------- | ------- | ------------------------------ | ------- |
| ↓ Mestne ↓                       |                                    |         |                                |         |
| Maribor                          | Saša Arsenovič (SV)                | 61,05 % | Franc Kangler (LFK-NLS)        | 38,95 % |
| Kranj                            | Matjaž Rakovec (SD)                | 70,94 % | Ivo Bajec (SDS+SLS+NSi+Zeleni) | 29,06 % |
| Celje                            | Bojan Šrot (CŽL)                   | 42,31 % | Matija Kovač (SV)              | 57,69 % |
| Nova Gorica                      | Samo Turel (GS)                    | 55,78 % | Klemen Miklavič (SV)           | 44,22 % |
| Krško                            | Dušan Šiško (SV)                   | 44,84 % | Janez Kerin (SV)               | 55,16 % |
| Murska Sobota                    | Damjan Anželj (SD)                 | 64,57 % | Andrej Mešič (SDS)             | 35,43 % |
| ↓ Navadne z +20.000 prebivalci ↓ |                                    |         |                                |         |
| Brežice                          | Ivan Molan (SV)                    | 52,61 % | Igor Zorčič (SV)               | 47,39 % |
| Jesenice                         | Blaž Račič (ŽLJ)                   | 46,20 % | Peter Bohinec (SD)             | 53,80 % |
| ↓ Ostale ↓                       |                                    |         |                                |         |
| Bled                             | Anton Mežan (SV)                   | 51,20 % | Janez Fajfar (SV)              | 40,80 % |
| Brda                             | Franc Mužič (SV)                   | 58,25 % | Karol Peter Peršolja (SV)      | 41,75 % |
| Cerkno                           | Gašper Uršič (SV)                  | 58,54 % | Urška Lahajnar Ubajiogu (GS)   | 41,46 % |
| Destrnik                         | Vlasta Tetičkovič Toplak (SDS+SLS) | 52,31 % | Branko Horvat (SV)             | 47,69 % |
| Divača                           | Robert de Lucia (SV)               | 49,38 % | Alenka Štrucl Dovgan (SV)      | 50,62 % |
| Dolenjske Toplice                | Franc Vovk (SV)                    | 60,54 % | Mojca Šenica (SD)              | 39,46 % |
| Dornava                          | Matej Zorko (SDS)                  | 75,21 % | Rajko Janžekovič (SV)          | 24,79 % |
| Dravograd                        | Anton Preksavec (SV)               | 60,24 % | Marjeta Podgoršek Rek (SV)     | 39,76 % |
| Gorišnica                        | Borut Kolar (SV)                   | 58,85 % | Jožef Petek (SLS)              | 41,15 % |
| Gornja Radgona                   | David Roškar (SV)                  | 48,05 % | Urška Mauko Tuš (SV)           | 51,95 % |
| Ig                               | Zlatko Usenik (LZU)                | 51,30 % | Anton Modic (SLS)              | 48,70 % |
| Ilirska Bistrica                 | Gregor Kovačič (SV)                | 63,81 % | Emil Rojc (SV)                 | 36,19 % |
| Izola                            | Milan Bogatič (GS)                 | 57,40 % | Danilo Markočič (IŽL)          | 42,60 % |
| Kanal ob Soči                    | Tina Gerbec (SD)                   | 49,21 % | Miha Stegel (SV)               | 50,79 % |
| Komenda                          | Majda Ravnikar (SV)                | 42,45 % | Jurij Kern (SV)                | 57,55 % |
| Kostanjevica na Krki             | Robert Zagorc (SV)                 | 57,36 % | Melita Skušek (SV)             | 42,64 % |
| Kostel                           | Nataša Turk (SV)                   | 57,99 % | Valentin Južnič (SV)           | 42,01 % |
| Kranjska Gora                    | Henrika Zupan (SV)                 | 60,34 % | Blaž Veber (SV)                | 39,66 % |
| Laško                            | Marko Šantej (SV)                  | 65,20 % | Franc Zdolšek (SLS)            | 34,80%  |
| Lendava                          | Janez Magyar (SDS+NSi)             | 55,21 % | Ivan Kocut (SD)                | 49,79 % |
| Logatec                          | Berto Menard (SV)                  | 50,92 % | Bogdan Lipovšček (SV)          | 49,08 % |
| Mengeš                           | Bogo Ropotar (SV)                  | 63,21 % | Franc Hribar (SLS)             | 36,79 % |
| Mežica                           | Dušan Krebel (SV)                  | 41,06 % | Mark Maze (SV)                 | 58,94 % |
| Mokronog–Trebelno                | Anton Maver (SV)                   | 46,01 % | Franc Glušič (SV)              | 53,99 % |
| Moravče                          | Milan Balažic (SLS)                | 58,57 % | Martin Rebolj (SD)             | 41,43 % |
| Piran                            | Gašpar Gašpar Mišič (SV)           | 41,52 % | Andrej Korenika (SV)           | 58,48 % |
| Puconci                          | Branko Ritlop (SD)                 | 49,05 % | Uroš Kamenšek (SLS)            | 50,95 % |
| Rogašovci                        | Rihard Perauča (SV)                | 65,60 % | Martin Ficko (SV)              | 34,40 % |
| Sežana                           | Andrej Sila (SV)                   | 63,06 % | Jernej Bortolato (SV)          | 36,94 % |
| Središče ob Dravi                | Toni Jelovica (SV)                 | 50,04 % | Jurij Borko (SV)               | 49,96 % |
| Sv. Jurij ob Ščavnici            | Andrej Vrzel (SV)                  | 50,71 % | Anton Slana (SV)               | 49,29 % |
| Škofljica                        | Rok Treven (SV)                    | 47,89 % | Primož Cimerman (SV)           | 52,11 % |
| Šmartno ob Paki                  | Janko Kopušar (SV)                 | 70,62 % | Peter Rosenstein (SDS)         | 29,38 % |
| Šmartno pri Litiji               | Blaž Izlakar (SV)                  | 53,81 % | Rajko Meserko (SLS)            | 46,19 % |
| Tolmin                           | Oton Bratuž (SDS)                  | 48,49 % | Alen Červ (SD)                 | 51,51 % |
| Trebnje                          | Mateja Povhe (DROT - za razvoj)    | 81,53 % | Alojzij Kastelic (SV)          | 18,47 % |
| Velike Lašče                     | Tadej Malovrh (SV)                 | 46,35 % | Matjaž Hočevar (SV)            | 53,65 % |
| Veržej                           | Rastko Škrjanec (SV)               | 46,25 % | Drago Legen (SV)               | 53,75 % |
| Žiri                             | Štefan Bogataj (SDS+NSi)           | 48,48 % | Franc Kranjc (SV)              | 51,52 % |

## Volilni izidi v mestnih občinah

### Ljubljana
89.405 glasovnic (39,98%). 
| Uvr.    | Kandidati        | Predlagatelj                   | Odstotek |
| ------- | ---------------- | ------------------------------ | -------- |
| 1. krog |                  |                                |          |
| 1.      | Zoran Janković   | Jože Mermal s skupino volivcev | 61,83 %  |
| 2.      | Nataša Sukič     | Levica                         | 9,61 %   |
| 3.      | Aleš Primc       | Glas za otroke in družine      | 6,95 %   |
| 4.      | Igor Horvat      | Slovenska demokratska stranka  | 6,28 %   |
| 5.      | Tina Bregant     | SLS in Naša dežela             | 5,69 %   |
| 6.      | Mojca Sojar      | Nova Slovenija                 | 3,19 %   |
| 7.      | Jasminka Dedić   | VESNA – zelena stranka         | 3,16 %   |
| 8.      | Tomaž Ogrin      | Zeleni Slovenije in Konkretno  | 1,67 %   |
| 9.      | Jasmin Feratović | Pirati                         | 1,62 %   |

### Maribor
1. krog – 36.011 glasovnic (41,21%). 

 2. krog – 32.235 glasovnic (36,90%). 
| Uvr.    | Kandidati            | Predlagatelj                    | Odstotek |
| ------- | -------------------- | ------------------------------- | -------- |
| 1. krog |                      |                                 |          |
| 1.      | Saša Arsenovič       | Andrej Brvar s skupino volivcev | 36,69 %  |
| 2.      | Franc Kangler        | Nova ljudska stranka            | 25,46 %  |
| 3.      | Vojko Flis           | Gibanje Svoboda                 | 20,29 %  |
| 4.      | Dejan Kaloh          | Slovenska demokratska stranka   | 4,27 %   |
| 5.      | Lidija Divjak Mirnik | Lista za pravičen razvoj        | 3,87 %   |
| 6.      | Boštjan Klun         | Socialni demokrati              | 2,13 %   |
| 7.      | Josip Rotar          | Lista kolesarjev in pešcev      | 1,31 %   |
| 8.      | Vladimir Šega        | Levica                          | 1,14 %   |
| 9.      | Igor Jurišič         | Stranka mladih - Zeleni Evrope  | 0,97 %   |
| 10.     | Bernard Memon        | Nova Slovenija                  | 0,96 %   |
| 11.     | Aleksander Kamenik   | Stranka Aleksandra Kamenika     | 0,74 %   |
| 12.     | Matic Matjašič       | Lista mladih. Povezujemo        | 0,65 %   |
| 13.     | Nina Beyokol         | Pirati                          | 0,57 %   |
| 14.     | Miha Recek           | SLS in Naša dežela              | 0,54 %   |
| 15.     | Franc Jesenek        | Stranka slovenskega naroda      | 0,44 %   |
| 2. krog |                      |                                 |          |
| 1.      | Saša Arsenovič       | Andrej Brvar s skupino volivcev | 61,00 %  |
| 2.      | Franc Kangler        | Nova ljudska stranka            | 39,00 %  |

### Kranj
1. krog – 18.867 glasovnic (42,24%). 

 2. krog – 12.888 glasovnic (28,84%). 
| Uvr.    | Kandidati          | Predlagatelj           | Odstotek |
| ------- | ------------------ | ---------------------- | -------- |
| 1. krog |                    |                        |          |
| 1.      | Matjaž Rakovec     | Socialni demokrati     | 48,23 %  |
| 2.      | Ivo Bajec          | SDS, SLS, NSi, Zeleni  | 19,50 %  |
| 3.      | Zoran Stevanović   | Resni.ca               | 17,42 %  |
| 4.      | Aleksander Svetelj | Več za Kranj           | 7,67 %   |
| 5.      | Srečko Barbič      | Gibanje Svoboda        | 4,00 %   |
| 6.      | Igor Velov         | Lista za razvoj Kranja | 3,19 %   |
| 2. krog |                    |                        |          |
| 1.      | Matjaž Rakovec     | Socialni demokrati     | 70,92 %  |
| 2.      | Ivo Bajec          | SDS, SLS, NSi, Zeleni  | 29,08 %  |

### Koper
22.989 glasovnic (53,86%). 
| Uvr.    | Kandidati             | Predlagatelj                  | Odstotek |
| ------- | --------------------- | ----------------------------- | -------- |
| 1. krog |                       |                               |          |
| 1.      | Aleš Bržan            | Lista Aleša Bržana in GS      | 53,60 %  |
| 2.      | Boris Popovič         | Koper je naš                  | 37,69 %  |
| 3.      | Igor Colja            | Slovenska demokratska stranka | 2,55 %   |
| 4.      | Peter Bolčič          | Zaupanje                      | 2,51 %   |
| 5.      | Jadranka Šturm Kocjan | Socialni demokrati            | 2,03 %   |
| 6.      | Alan Medveš           | Levica                        | 1,61 %   |

### Celje
1. krog – 16.310 glasovnic (41,50%). 

 2. krog – 17.000 glasovnic (43,27%). 
| Uvr.    | Kandidati       | Predlagatelj                     | Odstotek |
| ------- | --------------- | -------------------------------- | -------- |
| 1. krog |                 |                                  |          |
| 1.      | Bojan Šrot      | Celjska županova lista           | 46,86 %  |
| 2.      | Matija Kovač    | Gregor Deleja s skupino volivcev | 33,14 %  |
| 3.      | Uroš Lesjak     | Gibanje Svoboda                  | 9,41 %   |
| 4.      | Sandi Sendelbah | Lista za Celje                   | 6,25 %   |
| 5.      | Primož Brvar    | Socialni demokrati               | 4,34 %   |
| 2. krog |                 |                                  |          |
| 1.      | Matija Kovač    | Gregor Deleja s skupino volivcev | 57,81 %  |
| 2.      | Bojan Šrot      | Celjska županova lista           | 42,19 %  |

### Novo mesto
12.909 glasovnic (43,81%) 
| Uvr.    | Kandidati       | Predlagatelj                       | Odstotek |
| ------- | --------------- | ---------------------------------- | -------- |
| 1. krog |                 |                                    |          |
| 1.      | Gregor Macedoni | Boštjan Grobler s skupino volivcev | 74,51 %  |
| 2.      | Srečko Vovko    | Socialni demokrati                 | 25,49 %  |

### Velenje
12.533 glasovnic (47,35%) 
| Uvr.    | Kandidati        | Predlagatelj                    | Odstotek |
| ------- | ---------------- | ------------------------------- | -------- |
| 1. krog |                  |                                 |          |
| 1.      | Peter Dermol     | Socialni demokrati              | 68,84 %  |
| 2.      | Milan Medved     | Herman Arlič s skupino volivcev | 16,97 %  |
| 3.      | Lidija Črnko     | Gibanje Svoboda                 | 6,06 %   |
| 4.      | Benjamin Strozak | Dobra država                    | 4,22 %   |
| 5.      | Jože Hribar      | Naše Velenje                    | 2,40 %   |
| 6.      | Lidija Šolinc    | Resni.ca                        | 1,51 %   |

### Nova Gorica
1. krog – 11.918 glasovnic (46,08%). 

 2. krog –     8.640 glasovnic (33,39%). 
| Uvr.    | Kandidati       | Predlagatelj                     | Odstotek |
| ------- | --------------- | -------------------------------- | -------- |
| 1. krog |                 |                                  |          |
| 1.      | Samo Turel      | Gibanje Svoboda                  | 40,78 %  |
| 2.      | Klemen Miklavič | Majda Smrekar s skupino volivcev | 25,85 %  |
| 3.      | Damjana Pavlica | Slovenska demokratska stranka    | 14,86 %  |
| 4.      | Tomaž Horvat    | Socialni demokrati               | 9,14 %   |
| 5.      | Anton Harej     | Nova Slovenija                   | 7,17 %   |
| 6.      | Andreja Pelicon | Levica                           | 2,21 %   |
| 2. krog |                 |                                  |          |
| 1.      | Samo Turel      | Gibanje Svoboda                  | 55,86 %  |
| 2.      | Klemen Miklavič | Majda Smrekar s skupino volivcev | 44,14 %  |

### Krško
1. krog – 9.855 glasovnic (47,00%). 

 2. krog – 8.120 glasovnic (38,74%). 
| Uvr.    | Kandidati   | Predlagatelj                                                             | Odstotek |
| ------- | ----------- | ------------------------------------------------------------------------ | -------- |
| 1. krog |             |                                                                          |          |
| 1.      | Dušan Šiško | Dejan Stanič in skupina volivcev (Lista Dušana Šiška-energično za Krško) | 24,61 %  |
| 2.      | Janez Kerin | Marta L. Magiera in skupina volivcev (Liste Modra Smer)                  | 19,75 %  |
| 3.      | Aleš Zorko  | Gibanje Svoboda                                                          | 18,75 %  |
| 4.      | Iztok Starc | Slovenska ljudska stranka                                                | 17,22 %  |
| 5.      | Jože Olovec | Slovenska demokratska stranka                                            | 9,86 %   |
| 6.      | Janja Starc | Dušan Arh in skupina volivcev                                            | 9,81 %   |
| 2. krog |             |                                                                          |          |
| 1.      | Janez Kerin | Marta L. Magiera in skupina volivcev (Liste Modra Smer)                  | 55,16 %  |
| 2.      | Dušan Šiško | Dejan Stanič in skupina volivcev (Lista Dušana Šiška-energično za Krško) | 44,84 %  |

### Ptuj
9.138 glasovnic (47,64%). 
| Uvr.    | Kandidati          | Predlagatelj                      | Odstotek |
| ------- | ------------------ | --------------------------------- | -------- |
| 1. krog |                    |                                   |          |
| 1.      | Nuška Gajšek       | Socialni demokrati                | 64,28 %  |
| 2.      | Andrej Čuš         | Milan Klemenc in skupina volivcev | 16,14 %  |
| 3.      | Franjo Rozman      | Slovenska demokratska stranka     | 8,69 %   |
| 4.      | Štefan Petek       | Gibanje Svoboda                   | 5,02 %   |
| 5.      | Boštjan Koražija   | Levica                            | 1,98 %   |
| 6.      | Robert Križanič    | Resni.ca in Zdrava Družba         | 1,83 %   |
| 7.      | Suzana Lara Krause | Slovenska ljudska stranka         | 1,74 %   |
| 8.      | Andrej Lacko       | Slovenska nacionalna stranka      | 0,32 %   |

### Murska Sobota
1. krog – 8.098 glasovnic (51,15%). 

 2. krog – 6.547 glasovnic (41,56%). 
| Uvr.    | Kandidati        | Predlagatelj                  | Odstotek |
| ------- | ---------------- | ----------------------------- | -------- |
| 1. krog |                  |                               |          |
| 1.      | Damjan Anželj    | Socialni demokrati            | 41,86 %  |
| 2.      | Andrej Mešič     | Slovenska demokratska stranka | 32,72 %  |
| 3.      | Mitja Horvat     | Gibanje Svoboda               | 23,09 %  |
| 4.      | Blanka Denko Čeh | Akacije                       | 2,34 %   |
| 2. krog |                  |                               |          |
| 1.      | Damjan Anželj    | Socialni demokrati            | 64,76 %  |
| 2.      | Andrej Mešič     | Slovenska demokratska stranka | 35,24 %  |

### Slovenj Gradec
6.398 glasovnic (46,00%). 
| Uvr.    | Kandidati     | Predlagatelj                       | Odstotek |
| ------- | ------------- | ---------------------------------- | -------- |
| 1. krog |               |                                    |          |
| 1.      | Tilen Klugler | Metka Č. Golež in skupina volivcev | 100,00 % |

## Javnomnenjske raziskave
Pred lokalnimi volitvami v Sloveniji 2022 je agencija Ninamedia izvajala javnomnenjske raziskave, z namenom ocenitve volilnega namena prebivalcev Slovenije.
Raziskave javnega mnenja so med drugim nakazale morebitno zmago Zorana Jankovića v prvem krogu. V Kranju bi se Matjaž Rakovec v primeru neuspeha v prvem v drugem krogu pomeril z Zoranom Stevanovićem ali Ivom Bajcem. V Mariboru se bo v drugi krog zagotovo uvrstil Saša Arsenović, njegov tekmec v njem pa bo po vsej verjetnosti Franc Kangler ali Vojko Flis. V Kopru pa se po anketah zmaga obeta Alešu Bržanu, ki ima tudi veliko možnost zmage že v prvem krogu.

## Statistika

### Splošno
| Županski kandidati                                | Županski kandidati | Kandidati za občinske svete | Kandidati za občinske svete |
| ------------------------------------------------- | ------------------ | --------------------------- | --------------------------- |
| Skupaj                                            | 618                | Skupaj                      | 18.671                      |
| Ženske                                            | 107                | Ženske                      | 8.478                       |
| Moški                                             | 511                | Moški                       | 10.193                      |
| Mestne občine                                     | 74                 | Mestne občine               | 3,446                       |
| Preostale občine                                  | 544                | Preostale občine            | 15,225                      |
| Najstarejši                                       | 82 let             | Najstarejši                 | 94 let                      |
| Najmlajši                                         | 22 let             | Najmlajši                   | 18 let                      |
| Izvoljeni župani                                  | Izvoljeni župani   | Izvoljeni občinski svetniki | Izvoljeni občinski svetniki |
| Skupaj                                            | 212                | Skupaj                      | 3,382                       |
| Ženske                                            | 29                 | Ženske                      | 1,168                       |
| Moški                                             | 183                | Moški                       | 2,171                       |
| Najstarejši                                       | 76 let             | Najstarejši                 |                             |
| Najmlajši                                         | 29 let             | Najmlajši                   |                             |
| Najvišja županska podpora v % (Trebnje)           | 81,53%             | Največ svetnikov (OBČINA)   |                             |
| Najnižja županska podpora v % (Središče ob Dravi) | 50,04%             | Najmanj svetnikov (OBČINA)  |                             |

| Število županskih mandatov | Število županskih mandatov |
| -------------------------- | -------------------------- |
| 8. mandat županovanja      | 5                          |
| 7. mandat županovanja      | 1                          |
| 6. mandat županovanja      |                            |
| 5. mandat županovanja      |                            |
| 4. mandat županovanja      |                            |
| 3. mandat županovanja      |                            |
| 2. mandat županovanja      |                            |
| 1. mandat županovanja      |                            |

### Izvoljeni županski kandidati po strankah / listah
618 kandidatov kandidira s podporo 64 različnih grupacij (stranke, liste, koalicije in skupine volivcev).
| Uvr.           | Logotip        | Predlagatelji                                                    | Kandidati | Izvoljeni | Izvoljeni | Izvoljeni |
| Uvr.           | Logotip        | Predlagatelji                                                    | Kandidati | 1. krog   | 2. krog   | Skupaj    |
| -------------- | -------------- | ---------------------------------------------------------------- | --------- | --------- | --------- | --------- |
| 1.             |                | Nestrankarski kandidati s podporo volivcev (SV)                  | 270       | 103       | 34        | 137       |
| 2.             |                | Slovenska ljudska stranka (SLS)                                  | 34        | 13        | 2         | 15        |
| 3.             |                | Socialni demokrati (SD)                                          | 53        | 10        | 4         | 14        |
| 4.             |                | Slovenska demokratska stranka (SDS)                              | 61        | 11        | 1         | 12        |
| 5.             |                | Nova Slovenija (NSi)                                             | 34        | 11        | 0         | 11        |
| 6.             |                | Kandidati s koalicijsko podporo več strank                       | 15        | 7         | 2         | 9         |
| 7.             |                | Gibanje Svoboda (Svoboda)                                        | 51        | 1         | 2         | 3         |
|                |                | Naša Notranjska (NaNo)                                           | 4         | 1         | —         | 1         |
|                |                | Liberalna demokracija Slovenije (LDS)                            | 2         | 1         | —         | 1         |
|                |                | Stranka mladih - Zeleni Evrope (SMS)                             | 2         | 1         | —         | 1         |
|                |                | Zagorje gre naprej                                               | 1         | 1         | —         | 1         |
|                |                | Znamo. Zmoremo! Marko Soršak.                                    | 1         | 1         | —         | 1         |
|                |                | Lista Borisa Goličnika                                           | 1         | 1         | —         | 1         |
|                |                | Lista za vas                                                     | 1         | 1         | —         | 1         |
|                |                | Lista za skupno občino Miklavž D.P.                              | 1         | 1         | —         | 1         |
|                |                | Drot – za razvoj                                                 | 1         | 0         | 1         | 1         |
|                |                | Lista Zlatka Usenika za napredek občine IG                       | 1         | 0         | 1         | 1         |
|                |                | Lista Renate Kosec (Lista povezovanja in sodelovanja)            | 1         | 1         | —         | 1         |
| 19.            |                | Nova ljudska stranka (NLS)                                       | 2         | 0         | —         | 0         |
|                |                | Županova lista za naše Jesenice                                  | 1         | 0         | 0         | 0         |
|                |                | Izolska županova lista (IŽL)                                     | 1         | 0         | 0         | 0         |
|                |                | Celjska županova lista Slovenije                                 | 1         | 0         | 0         | 0         |
| 23.            |                | Levica (L)                                                       | 13        | 0         | —         | 0         |
|                |                | Resni.ca                                                         | 9         | 0         | —         | 0         |
|                |                | VESNA – zelena stranka                                           | 6         | 0         | —         | 0         |
|                |                | Slovenska nacionalna stranka (SNS)                               | 6         | 0         | —         | 0         |
|                |                | Zeleni Slovenije (ZS)                                            | 4         | 0         | —         | 0         |
|                |                | Piratska stranka (Pirati)                                        | 2         | 0         | —         | 0         |
|                |                | Naprej Slovenija (NPS)                                           | 2         | 0         | —         | 0         |
|                |                | Dobra država (DD)                                                | 2         | 0         | —         | 0         |
|                |                | Stranka slovenskega naroda (SSN)                                 | 2         | 0         | —         | 0         |
|                |                | Demokratična stranka upokojencev Slovenije (DeSUS)               | 1         | 0         | —         | 0         |
|                |                | Lista volivcev LESK                                              | 1         | 0         | —         | 0         |
|                |                | Za ljudstvo Slovenije (ZLS)                                      | 1         | 0         | —         | 0         |
|                |                | Zveza za Primorsko (ZZP)                                         | 1         | 0         | —         | 0         |
|                |                | Oljka                                                            | 1         | 0         | —         | 0         |
|                |                | Konkretno                                                        | 1         | 0         | —         | 0         |
|                |                | Glas za otroke in družine                                        | 1         | 0         | —         | 0         |
|                |                | Socialistična partija Slovenije (SPS)                            | 1         | 0         | —         | 0         |
|                |                | Koper je naš (KJN)                                               | 1         | 0         | —         | 0         |
|                |                | Lista DNK Trbovelj                                               | 1         | 0         | —         | 0         |
|                |                | Lista Sandija Jakliča                                            | 1         | 0         | —         | 0         |
|                |                | Stranka Aleksandra Kamenika                                      | 1         | 0         | —         | 0         |
|                |                | Lista kolesarjev in pešcev                                       | 1         | 0         | —         | 0         |
|                |                | Lista mladih. Povezujemo.                                        | 1         | 0         | —         | 0         |
| .              |                | Neodvisna lista za boljše Jesenice                               | 1         | 0         | —         | 0         |
|                |                | Lista Kobal Mitja (LKM)                                          | 1         | 0         | —         | 0         |
|                |                | Lista Vasilija Žbogarja                                          | 1         | 0         | —         | 0         |
|                |                | LTD Toni Dragar – Lista za vse generacije                        | 1         | 0         | —         | 0         |
|                |                | Lista Igorja Zupančiča                                           | 1         | 0         | —         | 0         |
|                |                | Komunalno ekološka lista                                         | 1         | 0         | —         | 0         |
|                |                | Združeni – neodvisna lista za Prevalje                           | 1         | 0         | —         | 0         |
|                |                | Združena Moravška dolina                                         | 1         | 0         | —         | 0         |
|                |                | Lista aktivni                                                    | 1         | 0         | —         | 0         |
|                |                | Gibanje za občino Piran (GZOP)                                   | 1         | 0         | —         | 0         |
|                |                | Več za Kranj                                                     | 1         | 0         | —         | 0         |
|                |                | Naše Velenje                                                     | 1         | 0         | —         | 0         |
|                |                | Lista za Celje                                                   | 1         | 0         | —         | 0         |
|                |                | Stranka Akacije                                                  | 1         | 0         | —         | 0         |
|                |                | Dialog za napredek                                               | 1         | 0         | —         | 0         |
|                |                | Sloga                                                            | 1         | 0         | —         | 0         |
|                |                | Zaupanje                                                         | 1         | 0         | —         | 0         |
|                |                | Skupaj za mengeško občino (SMO) (Skupaj zmoremo več)             | 1         | 0         | —         | 0         |
|                |                | Lista za pravičen razvoj (mestnih četrti in krajevnih skupnosti) | 1         | 0         | —         | 0         |
| Skupno število | Skupno število | Skupno število                                                   | 618       | 165       | 47        | 212       |

## Zaznamki
1. ↑  15 županskih kandidatov kandidira s podporo koalicije dveh ali več strank (list) oz. skupine volivcevː
    Svoboda + Levica + SD + DeSUS (BREŽICE)
    SDS + SLS drugačni in povezani (DESTRNIK)
    SDS + Nsi (GROSUPLJE)

   SDS + SD + SLS (HAJDINA)
    Lista Mateja Slaparja + NSi + skupina volivcev (KAMNIK)

   Lista Aleša Bržana + Svoboda (KOPER)

   SDS + NSi + SLS + Zeleni Slovenije (KRANJ)

   SDS + NSi (LENDAVA)

   Zeleni Slovenije + Konkretno (LJUBLJANA)

   SLS + Naša dežela (MARIBOR)

   SLS + SDS + NSi + DeSUS (SL. BISTRICA)

   SLS + SDS (ŠENČUR)

   SD + skupina volivcev (VELENJE)

   NSi + SDS (VOJNIK)

   SDS + NSi (ŽIRI)